# Yozgat
Yozgat là một thành phố thuộc tỉnh Yozgat, Thổ Nhĩ Kỳ. Huyện có diện tích 2054 km² và dân số thời điểm năm 2007 là 95275 người, mật độ 46 người/km².

## Khí hậu
| Dữ liệu khí hậu của Yozgat                   | Dữ liệu khí hậu của Yozgat | Dữ liệu khí hậu của Yozgat | Dữ liệu khí hậu của Yozgat | Dữ liệu khí hậu của Yozgat | Dữ liệu khí hậu của Yozgat | Dữ liệu khí hậu của Yozgat | Dữ liệu khí hậu của Yozgat | Dữ liệu khí hậu của Yozgat | Dữ liệu khí hậu của Yozgat | Dữ liệu khí hậu của Yozgat | Dữ liệu khí hậu của Yozgat | Dữ liệu khí hậu của Yozgat | Dữ liệu khí hậu của Yozgat |
| Tháng                                        | 1                          | 2                          | 3                          | 4                          | 5                          | 6                          | 7                          | 8                          | 9                          | 10                         | 11                         | 12                         | Năm                        |
| -------------------------------------------- | -------------------------- | -------------------------- | -------------------------- | -------------------------- | -------------------------- | -------------------------- | -------------------------- | -------------------------- | -------------------------- | -------------------------- | -------------------------- | -------------------------- | -------------------------- |
| Cao kỉ lục °C (°F)                           | 15.4 (59.7)                | 18.5 (65.3)                | 25.0 (77.0)                | 29.5 (85.1)                | 31.4 (88.5)                | 33.1 (91.6)                | 38.8 (101.8)               | 37.4 (99.3)                | 35.4 (95.7)                | 30.1 (86.2)                | 22.9 (73.2)                | 18.2 (64.8)                | 38.8 (101.8)               |
| Trung bình ngày tối đa °C (°F)               | 2.8 (37.0)                 | 4.7 (40.5)                 | 9.1 (48.4)                 | 14.5 (58.1)                | 19.5 (67.1)                | 23.6 (74.5)                | 27.1 (80.8)                | 27.5 (81.5)                | 23.7 (74.7)                | 17.8 (64.0)                | 10.7 (51.3)                | 4.9 (40.8)                 | 15.5 (59.9)                |
| Trung bình ngày °C (°F)                      | −1.3 (29.7)                | −0.1 (31.8)                | 3.7 (38.7)                 | 8.8 (47.8)                 | 13.4 (56.1)                | 17.2 (63.0)                | 20.3 (68.5)                | 20.6 (69.1)                | 16.6 (61.9)                | 11.5 (52.7)                | 5.0 (41.0)                 | 0.7 (33.3)                 | 9.7 (49.5)                 |
| Tối thiểu trung bình ngày °C (°F)            | −4.8 (23.4)                | −4.1 (24.6)                | −0.8 (30.6)                | 3.5 (38.3)                 | 7.8 (46.0)                 | 11.3 (52.3)                | 13.8 (56.8)                | 14.2 (57.6)                | 10.4 (50.7)                | 6.3 (43.3)                 | 0.5 (32.9)                 | −2.6 (27.3)                | 4.6 (40.3)                 |
| Thấp kỉ lục °C (°F)                          | −23.7 (−10.7)              | −24.4 (−11.9)              | −20.6 (−5.1)               | −12.6 (9.3)                | −3.0 (26.6)                | −0.4 (31.3)                | 3.0 (37.4)                 | 3.7 (38.7)                 | −2.4 (27.7)                | −6.8 (19.8)                | −18.5 (−1.3)               | −20.2 (−4.4)               | −24.4 (−11.9)              |
| Lượng Giáng thủy trung bình mm (inches)      | 66.4 (2.61)                | 58.1 (2.29)                | 70.7 (2.78)                | 58.4 (2.30)                | 68.8 (2.71)                | 47.1 (1.85)                | 12.8 (0.50)                | 16.9 (0.67)                | 22.0 (0.87)                | 40.4 (1.59)                | 57.4 (2.26)                | 76.7 (3.02)                | 595.7 (23.45)              |
| Số ngày giáng thủy trung bình                | 11.10                      | 10.33                      | 11.97                      | 12.77                      | 14.60                      | 10.27                      | 3.57                       | 3.03                       | 4.90                       | 8.17                       | 8.03                       | 11.33                      | 110.1                      |
| Số giờ nắng trung bình tháng                 | 96.1                       | 121.5                      | 158.1                      | 195.0                      | 244.9                      | 288.0                      | 331.7                      | 322.4                      | 255.0                      | 198.4                      | 147.0                      | 89.9                       | 2.448                      |
| Số giờ nắng trung bình ngày                  | 3.1                        | 4.3                        | 5.1                        | 6.5                        | 7.9                        | 9.6                        | 10.7                       | 10.4                       | 8.5                        | 6.4                        | 4.9                        | 2.9                        | 6.7                        |
| Nguồn: Cơ quan Khí tượng Nhà nước Thổ Nhĩ Kỳ |                            |                            |                            |                            |                            |                            |                            |                            |                            |                            |                            |                            |                            |